# Spolkový úřad pro ochranu ústavy
Spolkový úřad pro ochranu ústavy (německy Bundesamt für Verfassungsschutz, zkráceně BfV) je civilní vnitřní zpravodajská služba Spolkové republiky Německo,  v českých zdrojích běžně označovaná zjednodušeně jako německá civilní kontrarozvědka. Jejími hlavními úkoly je získávání a vyhodnocování informací o snahách ohrožujících svobodné demokratické zřízení Německa a zároveň má pravomoci kontrarozvědky  proti zpravodajské činnosti cizích států uvnitř Německa. Úřad spadá pod spolkové ministerstvo vnitra. Nemá však práva, která náleží policejním orgánům. Spolupracuje se 16 zemskými úřady pro ochranu ústavy, které jsou na něm nezávislé.
Patří mezi tři zpravodajské služby Spolkové republiky. Další z nich je Spolková zpravodajská služba (německy Bundesnachrichtendienst, BND), což je civilní rozvědka a kontrarozvědka s vnějším polem působnosti. Služba pro vojenskou kontrašpionáž (německy Militärischer Abschirmdienst, MAD) je vojenská kontrarozvědka.
Spolkový úřad pro ochranu ústavy byl založen 7. listopadu 1950, sídlí v Kolíně nad Rýnem a v roce 2012 měl necelé tři tisíce zaměstnanců. Podle týdeníku Der Spiegel chybělo úřadu v roce 2018 zhruba tisíc zaměstnanců na neobsazených pracovních místech.
Od listopadu 2018 vede úřad Thomas Haldenwang, který vystřídal Hanse-Georga Maaßena.